# Idioma tailandés
El tailandés, tailandés central o siamés (tailandés: ภาษาไทย, transcripción: phasa thai; AFI: [pʰāːsǎː tʰāj]) es el idioma nacional y oficial de Tailandia y lengua madre de la etnia tailandesa, la dominante en Tailandia. Es una lengua tai de la familia de lenguas kra-dai. Se cree que las lenguas kra-dai tienen su origen en lo que es actualmente el sur de China, y algunos lingüistas han propuesto que están relacionadas con las familias austroasiática, austronesia o sino-tibetana. Es una lengua tonal y analítica. La combinación de tonalidad, una ortografía compleja y una fonología distintiva puede dificultar el estudio del tailandés a los que no conozcan previamente una lengua similar.

## Idiomas y dialectos
El tailandés estándar, también conocido como tailandés central o siamés, es el idioma oficial de Tailandia, hablado por aproximadamente 25 millones de personas (1990), incluidos los hablantes del dialecto de Bangkok (aunque algunos creen que este es un dialecto distinto). Alrededor de 400 000 (1984) hablan Khorat Thai en Nakhorn Ratchasima, que ocupa una posición lingüística entre el tailandés central y el dialecto de Isan en un continuo dialectal: el khorat thai se puede considerar como un variante o dialecto del uno o del otro.
Además del tailandés estándar, se hablan otras lenguas tailandesas en Tailandia, entre ellas:
- Isan (tailandés nororiental), el idioma de la región de Isan. Algunos consideran que es un dialecto del laosiano por su similitud con este (aunque se escribe con el alfabeto tailandés). Lo hablan 15 millones de personas (1983).
- La lengua nyaw, hablada principalmente en las provincias Nakhon Phanom, Sakhon Nakhon y Udon Thani en el noroeste de Tailandia.
- La lengua galung, hablada en la provincia Nakhon Phanom en el noroeste de Tailandia.
- Lü (Ly, Tai Lue, Dai), hablado por alrededor de 78 000 (1993) personas en el norte de Tailandia.
- Tailandés septentrional (Lanna, Kam Meuang o Thai Yuan), hablado por unos 6 millones (1983) en el antiguo reino independiente de Lanna (Chiang Mai).
- Phuan, hablado en Tailandia Central y en Isan.
- Phu thai, hablado por unos 156 000 alrededor de la provincia Nakhon Phanom.
- Shan (Thai Luang, Thai Long, Thai Yai), con aproximadamente 56 000 hablantes en el noroeste de Tailandia a lo largo de la frontera con el Estado Shan de Birmania (1993).
- Song, hablado por entre 20 000-30 000 en Tailandia central y en el norte (1982).
- Tailandés meridional (Pak Dtai), hablado por alrededor de 5 millones (1990).
- Tailandés dam, hablado por unas 20 000 (1991) personas en Isan y en la provincia de Saraburi.

Muchas de estas lenguas son habladas por un gran número de personas fuera de Tailandia. La mayoría de los hablantes de dialectos y lenguas minoritarias hablan, además, tailandés central, ya que es el idioma utilizado en las escuelas y universidades de todo el reino.
Dentro de Tailandia se hablan muchas lenguas no emparentadas con el tailandés por la minoría étnica de las tribus de las colinas, como el hmong-mien (yao), el karen y el liso, entre otras.
El tailandés estándar está compuesto de varias variantes y formas diferentes utilizadas según el contexto social:
- Tailandés coloquial o cotidiano (ภาษาพูด, tailandés hablado): informal, sin términos para dirigirse respetuosamente a otros hablantes, y es hablado entre parientes cercanos y amigos.
- Tailandés formal (ภาษาเขียน, tailandés escrito): Es la versión escrita y oficial, que incluye términos de respeto; se utiliza una forma simplificada del mismo en los periódicos.
- Tailandés retórico: Se utiliza para hablar en público.
- Tailandés litúrgico (muy influenciado por el sánscrito y el pāli). Se usa para tratar del budismo o para dirigirse a los monjes.
- Tailandés de la realeza (ราชาศัพท์) (influenciado por el camboyano). Se utiliza para dirigirse a miembros de la familia real o describir sus actividades.

La mayoría de los tailandeses solo saben hablar las dos primeras modalidades, aunque son capaces de entender todas los demás.

## Escritura
El alfabeto tailandés deriva del alfabeto camboyano (อักขระเขมร), que está inspirado en la letra brahmí de las lenguas indoarias. Al igual que los birmanos adoptaron el alfabeto mon (que también tiene orígenes índicos), los tailandeses adoptaron una forma modificada de alfabeto camboyano para crear su propio sistema de escritura. Mientras que la más antigua inscripción conocida en camboyano data del 611 d. C., las inscripciones en alfabeto tailandés empezaron a aparecer alrededor de 1292 d. C. Sus características más notables incluyen:
- Es una forma de escritura abugida, en la que la vocal implícita es una /a/ corta para las consonantes que se presentan solas y una /o/ corta si la consonante inicial o el grupo va seguido de otra consonante.
- Los marcadores de tono se colocan en la parte superior de la consonante inicial de una sílaba o en la última consonante de un grupo consonante inicial.
- Las vocales asociadas con consonantes no son secuenciales: se puede colocar antes, después, arriba o abajo de su consonante asociada, o en una combinación de estas posiciones.

Esto último causa problemas para la codificación informática y representación de textos.

### Alfabeto
| Símbolo | Nombre                                         | Real Instituto    | Real Instituto |
| Inicial | Final                                          |                   |                |
| ก       | ก ไก่ (ko kai) (pollo)                          | k                 | k              |
| ข       | ข ไข่ (kho khai) (huevo)                        | kh                | k              |
| ฃ       | ฃ ขวด (kho khuat) (botella) [obsoleta]         | kh                | k              |
| ค       | ค ควาย (kho khwai) (búfalo)                    | kh                | k              |
| ฅ       | ฅ คน (kho khon) (persona) [obsoleta]           | kh                | k              |
| ฆ       | ฆ ระฆัง (kho ra-khang) (campana)                | kh                | k              |
| ง       | ง งู (ngo ngu) (serpiente)                      | ng                | ng             |
| จ       | จ จาน (cho chan) (plato)                       | ch                | t              |
| ฉ       | ฉ ฉิ่ง (cho ching) (platillos)                   | ch                | -              |
| ช       | ช ช้าง (cho chang) (elefante)                   | ch                | t              |
| ซ       | ซ โซ่ (so so) (cadena)                          | s                 | t              |
| ฌ       | ฌ เฌอ (cho choe) (árbol)                       | ch                | -              |
| ญ       | ญ หญิง (yo ying) (mujer)                        | y                 | n              |
| ฎ       | ฎ ชฎา (do chada) (tocado)                      | d                 | t              |
| ฏ       | ฏ ปฏัก (to patak) (aguijón)                     | t                 | t              |
| ฐ       | ฐ ฐาน (tho than) (base)                        | th                | t              |
| ฑ       | ฑ มณโฑ (tho montho) (mandodari)                | th                | t              |
| ฒ       | ฒ ผู้เฒ่า (tho phu-thao) (anciano, vieja persona) | th                | t              |
| ณ       | ณ เณร (no nen) (monje novicio)                 | n                 | n              |
| ด       | ด เด็ก (do dek) (niño)                          | d                 | t              |
| ต       | ต เต่า (to tao) (tortuga)                       | t                 | t              |
| ถ       | ถ ถุง (tho thung) (bolsa)                       | th                | t              |
| ท       | ท ทหาร (tho thahan) (soldado)                  | th                | t              |
| ธ       | ธ ธง (tho thong) (bandera)                     | th                | t              |
| น       | น หนู (no nu) (ratón)                           | n                 | n              |
| บ       | บ ใบไม้ (bo baimai) (hoja de árbol)             | b                 | p              |
| ป       | ป ปลา (po pla) (pez)                           | p                 | p              |
| ผ       | ผ ผึ้ง (pho phueng) (abeja)                      | ph                | -              |
| ฝ       | ฝ ฝา (fo fa) (tapa)                            | f                 | -              |
| พ       | พ พาน (pho phan) (bandeja)                     | ph                | p              |
| ฟ       | ฟ ฟัน (fo fan) (diente)                         | f                 | p              |
| ภ       | ภ สำเภา (pho samphao) (velero)                 | ph                | p              |
| ม       | ม ม้า (mo ma) (caballo)                         | m                 | m              |
| ย       | ย ยักษ์ (yo yak) (gigante)                       | y                 | y              |
| ร       | ร เรือ (ro ruea) (barco)                        | r                 | n              |
| ล       | ล ลิง (lo ling) (mono)                          | l                 | n              |
| ว       | ว แหวน (wo waen) (anillo)                      | w                 | w              |
| ศ       | ศ ศาลา (so sala) (pavilion)                    | s                 | t              |
| ษ       | ษ ฤๅษี (so ruesi) (ermitaño)                    | s                 | t              |
| ส       | ส เสือ (so suea) (tigre)                        | s                 | t              |
| ห       | ห หีบ (ho hip) (cofre)                          | h                 | -              |
| ฬ       | ฬ จุฬา (lo chula) (cometa)                      | l                 | n              |
| อ       | อ อ่าง (o ang) (cuenca)                         | No se transcribe. | -              |
| ฮ       | ฮ นกฮูก (ho nok-huk) (lechuza)                  | h                 | -              |

### Transcripción
No hay ningún estándar universal para transcribir el tailandés. Por ejemplo, el nombre del rey Rama IX, monarca del país previo al actual, se transcribe de varias formas, como Bhumibol o Phumiphon, entre otras. Las guías, los libros de texto y los diccionarios pueden seguir diferentes sistemas de transliteración, razón por la cual la mayoría de los cursos de lengua tailandesa recomienda a los estudiantes aprender y dominar el alfabeto tailandés.
Lo más parecido a un estándar el Real Sistema General Tailandés de Transcripción (RTGS en sus siglas inglesas), publicado por el Real Instituto de Tailandia solamente en esta lengua. Este sistema es cada vez más utilizado por el gobierno central de Tailandia y sus delegaciones regionales, especialmente en los indicadores de tráfico. La principal crítica a este sistema es que no indica ni el tono ni la longitud vocal, por lo que no es posible reconstruir la pronunciación tailandesa a partir de las transcripciones de RTGS. 
En la página web de la Universidad Chulalongkorn de Bangkok hay una herramienta en línea que transcribe los textos thai de acuerdo con el sistema RTGS.
Transliteración
El ISO publicó un estándar internacional de transliteración del tailandés al alfabeto romano en septiembre de 2003 (ISO 11940). Añadiendo signos diacríticos a las letras latinas se hace la transcripción reversible, convirtiéndola en una verdadera transliteración. Este sistema está dirigido al uso académico y apenas es utilizado en Tailandia para la gente común.

## Gramática
Desde la perspectiva de la tipología lingüística, el tailandés se puede considerar como lengua analítica. El orden oracional es Sujeto Verbo Objeto (SVO), aunque el sujeto se omite la mayoría de las veces. El sistema pronominal thai varía de acuerdo con el sexo y el estatus relativo del hablante y la audiencia.

### Adjetivos y adverbios
No hay ninguna diferencia morfológica entre los adverbios y los adjetivos. Muchas palabras se pueden utilizar con cualquiera de las dos funciones. La intensidad puede expresarse con una palabra duplicada. Los adverbios siguen normalmente al verbo.
Los adjetivos siguen al nombre. Se utiliza la duplicación de adjetivo para significar "mucho/muy" (con el primero siendo pronunciado en un tono más alto) o "algo" (ambos con el mismo tono), por ejemplo: คนอ้วน ๆ (khon uan uan, IPA]: [kʰon ûan ûan]) "una persona muy/algo gorda" (Higbie 187-188). 
El comparativo toma la forma "A X กว่า B" (kwa, IPA: [kwàː]), A es más X que B. El superlativo se expresa como "A X ที่สุด" (thi sut, IPA: [tʰîː sùt]), A es la más X.

### Verbos
El tailandés no incluye flexión verbal, es decir, los verbos no se cambian con persona, tiempo, voz, modo o número. Tampoco hay participios. La duplicación intensifica la acción del verbo.
La voz pasiva se indica insertando ถูก (thuk, IPA: [tʰùːk]) antes del verbo. Por ejemplo:
- เขาถูกตี (khao thuk ti, IPA: [kʰǎw tʰùːk tiː]), Él es golpeado. Se describe una acción que está fuera del control del paciente y, por ello, expresa que la acción es sufrida y no producida.

Para expresar lo contrario, se utiliza ได้ (dai, IPA: [dâj]). Por ejemplo:
- เขาจะได้ไปเที่ยวเมืองลาว (khao cha dai pai thiao mueang lao, IPA: [kʰǎw t͡ɕàʔ dâj paj tʰîaw mɯaŋ laːw]), Él consigue visitar Laos.

Nótese que dai (IPA: [dâj] and IPA: [dâːj]), aunque ambas son escritas como ได้, expresan dos cosas diferentes. La vocal corta (IPA: [dâj]) expresa que se ha presentado una oportunidad de realizar la acción, y se coloca delante del verbo. La vocal larga dai (IPA: [dâːj]) se coloca tras el verbo y expresa la idea de que a uno se le ha dado permiso o tiene la habilidad para realizar una acción
- เขาตีได้ (khao ti dai, IPA: [kʰǎw tiː dâːj]), Se le permitió/permite golpear o Él es/fue capaz de golpear.

La negación se indica colocando ไม่ (mai IPA: [mâj]) antes del verbo.
- เขาไม่ตี, (khao mai ti, IPA: [kʰǎw mâj tiː]) Él no está golpeando/golpea

El tiempo se expresa con indicadores temporales antes o después del verbo.
El presente puede indicarse con กำลัง (kamlang, IPA: [kamlaŋ], actualmente) antes del verbo para una acción que está ocurriendo en el momento (como la forma inglesa -ing) o อยู่ (yu, IPA: [jùː]) después del verbo para expresar presente. Por ejemplo:
- เขากำลังวิ่ง (khao kamlang wing, IPA: [kʰǎw kamlaŋ wîŋ]), o
- เขาวิ่งอยู่ (khao wing yu, IPA: [kʰǎw wîŋ jùː]), Él está corriendo

El futuro puede expresarse con จะ (cha, IPA: [t͡ɕàʔ], como la partícula will inglesa) antes del verbo o con expresiones temporales que indiquen tiempo futuro (por ejemplo: mañana). Verbi Gratia:
- เขาจะวิ่ง (khao cha wing, IPA: [kʰǎw t͡ɕàʔ wîŋ]), Él correrá o Él va a correr

El pasado puede señalarse con ได้ (dai, IPA: [dâːj]) antes del verbo o por una expresión temporal que indique tiempo pasado (por ejemplo: ayer). No obstante, แล้ว (laeo, :IPA: [lɛ́ːw], ya) se usa de forma más habitual para indicar pasado siendo colocada detrás del verbo. O se colocan juntas las dos, ได้ y แล้ว, para expresar tiempo pasado, siguiendo el siguiente esquema: Subject + ได้ + Verb + แล้ว. Por ejemplo:
- เขาได้กิน (khao dai kin, IPA: [kʰǎw dâːj kin]), Él comió
- เขากินแล้ว (khao kin laeo, IPA: [kʰǎw kin lɛ́ːw], Él comió/ya ha comido
- เขาได้กินแล้ว (khao dai kin laeo, IPA: [kʰǎw dâːj kin lɛ́ːw]), Él (ya) comió o Él (ya) ha comido

### Pronombres
Muchas veces se suprimen los pronombres de sujeto, pero también, muchas veces los seudónimos se usan cuando se puede usar un pronombre en español.

### Partículas
Las partículas son palabras frecuentemente intraducibles que se añaden al final de la frase para indicar respeto, una solicitud, ánimo u otros sentimientos (semejante al uso de la entonación en español), y también varían el nivel de formalidad. No se usan en el tailandés escrito.

## Fonología
La fonología es bastante variopinta, pero sobre todo inciden las oclusivas, velares, alveolares, etc. 

### Tonos
Hay cinco tonos fonémicos en tailandés: medio, bajo, alto, ascendente y descendente. La tabla muestra un ejemplo tanto del tono fonético como de su realización en el Alfabeto fonético internacional.
| Tono        | Tai | Fonémico | Fonético | Español                         |
| ----------- | --- | -------- | -------- | ------------------------------- |
| medio       | นา  | /nāː/    | [naː˥˧]  | arrozal                         |
| bajo        | หน่า | /nàː/    | [naː˧˩]  | (apodo)                         |
| descendente | หน้า | /nâː/    | [naː˥˩]  | cara                            |
| alto        | น้า  | /náː/    | [naː˧˥]  | tía, tío (menor que tus padres) |
| ascendente  | หนา | /nǎː/    | [naː˨˩˧] | grueso                          |

### Consonantes
El idioma tailandés distingue entre tres modelos de modo de fonación y aspiración para las consonantes plosivas:
- sorda no aspirada
- sorda aspirada
- sonora no aspirada

Mientras el español solo hace la distinción entre la sonora no aspirada /b/ y la sorda no aspirada /p/, el tailandés distingue un tercer sonido el cual es aspirado: /pʰ/ (como la "p" inglesa en, por ejemplo: pen: /pʰɛn/. Igualmente hay tres tipos de alveolares plosivas /t/, /tʰ/, /d/ con distintos modos de fonación. También están los pares velares /k/, /kʰ/ y los post-alveolares /ts̠/, /ts̠ʰ/. (Estos son laminales, pero no palatizados como en el chino /t͡ɕ, t͡ɕʰ/).
En cada celda de abajo, la primera línea indica el sonido con el Alfabeto fonético internacional (IPA), la segunda indica los caracteres tailandeses en posición inicial (más letras apareciendo en la misma celda indican la misma pronunciación).
|                     | Bilabial | Bilabial     | Bilabial | Labio- dental | Alveolar      | Alveolar            | Alveolar     | Post- alveolar | Post- alveolar | Palatal   | Velar   | Velar            | Velar   | Glotal    |
| ------------------- | -------- | ------------ | -------- | ------------- | ------------- | ------------------- | ------------ | -------------- | -------------- | --------- | ------- | ---------------- | ------- | --------- |
| Nasal               |          |              | [ m ] ม  |               |               |                     | [ n ] ณ,น    |                |                |           |         |                  | [ ŋ ] ง |           |
| Oclusiva            | [ p ] ป  | [ pʰ ] ผ,พ,ภ | [ b ] บ  |               | [ t ] ฏ,ต     | [ tʰ ] ฐ,ฑ*,ฒ,ถ,ท,ธ | [ d ] ฎ,ฑ*,ด |                |                |           | [ k ] ก | [ kʰ ] ข,ฃ,ค,ฅ,ฆ |         | [ ʔ ] อ** |
| Fricativa           |          |              |          | [ f ] ฝ,ฟ     | [ s ] ซ,ศ,ษ,ส |                     |              |                |                |           |         |                  |         | [ h ] ห,ฮ |
| Africada            |          |              |          |               |               |                     |              | [ ts̠ ] จ       | [ ts̠ʰ ] ฉ,ช,ฌ  |           |         |                  |         |           |
| Vibrante            |          |              |          |               |               |                     | [ r ] ร      |                |                |           |         |                  |         |           |
| Aproximante         |          |              |          |               |               |                     |              |                |                | [ j ] ญ,ย |         |                  | [ w ] ว |           |
| Lateral aproximante |          |              |          |               |               |                     | [ l ] ล,ฬ    |                |                |           |         |                  |         |           |

* ฑ se puede pronunciar como [tʰ] o [d] dependiendo a las palabras tailandesas.
** La oclusiva glotal es implícita después de una vocal corta sin final, o la อ silenciosa después de una vocal.

### Vocales
Las vocales básicas del idioma tailandés, desde las anteriores hasta las posteriores
Además, hay tres triptongos, todos largos.
Las vocales básicas del tailandés, de anterior a posterior y de abierta a cerrada, se muestran en la siguiente tabla.

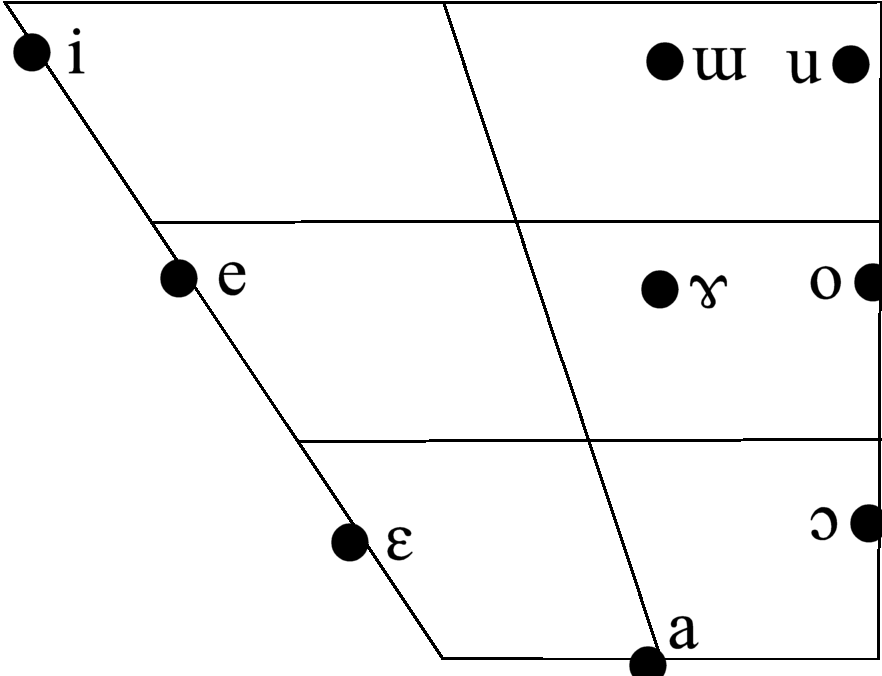
Monophthongs of Thai. From Tingsabadh & Abramson (1993).

|               | Anterior      | Anterior      | Posterior     | Posterior  | Posterior  | Posterior |
| No redondeada | No redondeada | No redondeada | No redondeada | Redondeada | Redondeada |           |
| corta         | larga         | corta         | larga         | corta      | larga      |           |
| ------------- | ------------- | ------------- | ------------- | ---------- | ---------- | --------- |
| Cerrada       | /i/ -ิ         | /iː/ -ี        | /ɯ/ -ึ         | /ɯː/ -ื     | /u/ -ุ      | /uː/ -ู    |
| Medio-cerrada | /e/ เ-ะ       | /eː/ เ-       | /ɤ/ เ-อะ      | /ɤː/ เ-อ   | /o/ โ-ะ    | /oː/ โ-   |
| Medio-Abierta | /ɛ/ แ-ะ       | /ɛː/ แ-       |               |            | /ɔ/ เ-าะ   | /ɔː/ -อ   |
| Abierta       |               |               | /a/ -ะ, -ั     | /aː/ -า    |            |           |

## Vocabulario
Aparte de las composiciones y las palabras de origen extranjera, la mayor parte de las palabras son monosílabas.